# 도산초등학교 (울산)
도산초등학교는 대한민국 울산광역시 남구에 있는 초등학교다.

## 학교 연혁
- 2002.01.05. 도산초등학교 설립인가
- 2003.09.01. 초대 김정석 교장 부임
- 2003.09.01. 19학급편성(1~5학년)
- 2003.09.01. 도산초등학교 개교
- 2006.09.01. 제2대 김동규 교장 부임
- 2007.03.01. 학생수 증가로 인한 23학급 재편성
- 2007.10.27. 2007강남교육청 교육과정 우수학교 선정
- 2007.12.10. 2007ICT 활용교육 종합평가 우수학교 선정
- 2008.03.01. 학생수 감소로 인한 22학급 재편성
- 2008.03.01. 울산광역시교육청 지정 청소년자원봉사 연구학교
- 2008.09.23. 2008 소방방재청 지정 안전우수학교 선정
- 2009.03.01. 제3대 권순태 교장 부임
- 2009.03.01. 학생수 감소로 인한 20학급 재편성
- 2009.10.29. 울산광역시교육청지정 청소년자원봉사 연구학교 최종보고회
- 2010.02.18. 제6회 졸업식(졸업생: 남64, 여48, 계112 / 누계: 남378, 여337, 계715)
- 2010.03.01. 21학급 재편성
- 2011.03.01. 제4대 김정민 교장 부임
- 2011.03.01. 21학급 재편성
- 2013.02.21. 제9회 졸업식(졸업생 남 47명 여 39명 계 86명)
- 2013.03.01. 19학급 재편성
- 2013.09.01. 제5대 김동한 교장 부임
- 2014.02.21. 제10회 졸업식(졸업생 남 44명, 여 48명)
- 2014.03.01. 18학급 편성
- 2015.01.26. 청소년해양교육 연구학교 선정
- 2015.02.17. 제11회 졸업식(졸업생: 남 41, 여 34, 계 75명 / 누계: 남 616, 여 547, 계 1163명)
- 2015.03.01. 19학급 편성
- 2024.03.01. 제9대 송인숙 교장 부임
- 2024.03.01. 21학급(특수 2학급 포함) 편성